# 巴菲
巴菲（法語：Baffie，法語發音：[bafi]）是法国多姆山省的一个市镇，属于昂贝尔区。

## 地理
巴菲（45°28'19"N, 3°49'38"E）面积10.62 平方千米，位于法国奥弗涅-罗讷-阿尔卑斯大区多姆山省，该省份为法国中南部省份，北起阿列省接壤，东临卢瓦尔省，南至上盧瓦爾省和康塔爾省，西接科雷兹省和克勒兹省。
与巴菲接壤的市镇（或旧市镇、城区）包括：埃格利索勒、格朗里夫、圣瑞斯特。

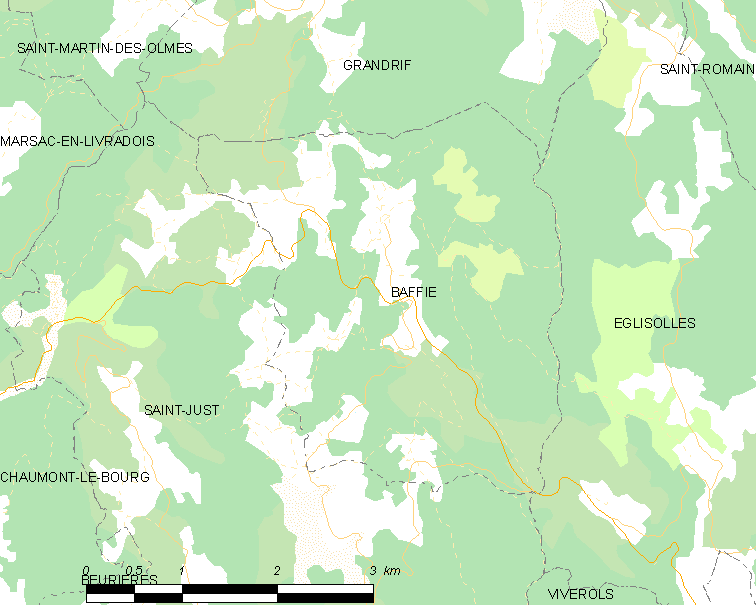
巴菲的OSM定位图

巴菲的时区为UTC+01:00、UTC+02:00（夏令时）。

## 行政
巴菲的邮政编码为63600，INSEE市镇编码为63027。

## 政治
巴菲所属的省级选区为昂贝尔县。

## 人口

1962-2008年间巴菲人口变化图示

巴菲于2022年1月1日时的人口数量为111人。